# BilBasen
Bilbasen er en markedsplads med formidling af køb og salg af alle typer af såvel nye som brugte biler, autocampere, varevogne og busser.
Bilbasen har udover regulære annoncer, bilsalg og bilkøb også en auktion, hvor der er mulighed for at sælge sin bil til højestbydende blandt over 2000 registrerede forhandlere.
Bilbasen har gennem hele 2008 haft over 80.000 brugte biler til salg. Hver måned besøger over 450.000 ”Real Users” Bilbasen ifølge FDIM, Foreningen af Danske Interaktive Medier.

## Historie
Bilbasen var tidligere kendt som Bilinfo og blev stiftet af brødrene Flemming og Preben Foldager. De begyndte derfor at registrere priser fra alverdens trykte bilannoncer for at kunne regne gennemsnitlige salgspriser ud for en given bilmodel. Udover den udbredte anvendelse af Bilinfo hos en stor del af alle danske bilforhandlere, var der efterhånden indledt samarbejde med en kreds af finansieringsselskaber. Det ledte frem til, at Bilinfo A/S der blev stiftet i 1997, og finansieringsselskaber, DAF og bilforhandlere blev tilbudt aktier. Brødrene Foldager beholdt hver en mindre aktiepost. Senere blev Bilinfo kendt som Bilbasen.
2000 startede Bilinfo Bilbasen sammen med Bilmarkedet og hver part havde 50% ejerskab. Bilmarkedet var ejet af henholdsvis Forlaget Benjamin og Den Blå Avis.
I 2007 besluttede Brødrene Foldager at sælge deres  andel af Bilinfo til Bilmarkedet, som havde Johnny Laursen - manden bag Bilmagasinet - som storaktionær. Senere overtog Bilmarkedet hele Bilinfo A/S.
men blev i forbindelse med en bladfusion mellem Bil Markedet og Kig & Køb, overdraget til selskabet Bil Markedet ApS i 1999. Bil Markedet ApS og dermed Bilbasen ejedes derpå 100% af Karsten Ree Holding, indtil det 6. oktober 2008 blev offentliggjort, at Bilbasen sammen med Den Blå Avis blev solgt til eBay.